# Xã Powell, Quận Edmunds, Nam Dakota
Xã Powell (tiếng Anh: Powell Township) là một xã thuộc quận Edmunds, tiểu bang Nam Dakota, Hoa Kỳ. Năm 2010, dân số của xã này là 42 người.